# Pteromalus aartseni
Pteromalus aartseni är en stekelart som först beskrevs av Gijswijt 1972.  Pteromalus aartseni ingår i släktet Pteromalus och familjen puppglanssteklar. Arten är reproducerande i Sverige. Inga underarter finns listade i Catalogue of Life.